# John Jacob Niles
John Jacob Niles (Louisville, 28 aprile 1892 – Lexington, 1º marzo 1980) è stato un musicista, cantautore, compositore e folklorista statunitense.
Era chiamato Dean of American Balladeers (il decano dei cantastorie americani) perché aveva esercitato una importante influenza sulla rinascita della musica popolare americano (American folk music revival) negli anni cinquanta e sessanta insieme a Joan Baez, Burl Ives, e Peter, Paul and Mary, per citarne alcuni.